# Pollitz
Pollitz là một đô thị thuộc huyện Stendal, bang Sachsen-Anhalt, Đức. Đô thị Pollitz có diện tích 19,05 km², dân số thời điểm ngày 31 tháng 12 năm 2006 là 292 người.